# 梗河三
梗河三（牧夫座ρ，ρ Boo）是牧夫座的一颗恒星，距离地球约149光年。
梗河三是一颗橙色K型巨星，视星等为+3.57。它有一颗十一等的光学伴星，在42弧秒之外。
在中文里，梗河 (Gěng Hé)是由梗河一（牧夫座ε）、梗河二（牧夫座σ）、梗河三（牧夫座ρ）组成的星群。